# Sphacophilus apios
Sphacophilus apios – gatunek błonkówki  z rodziny obnażaczowatych i podrodziny sterictiphorinae.

## Zasięg występowania
Wsch. część USA od Illinois na płn., po Karolinę Północną i Kansas na płd.

## Budowa ciała
Samce postaci dorosłych osiągają 5 mm długości, zaś samice 6,5 mm.

## Biologia i ekologia
Roślinami żywicielskimi są gatunki z rodzajów desmodium i psoralea z rodziny bobowatych.